# Recomposition
Als Neusatz oder englisch Recomposition [ˌɹiːkɒmpəˈzɪʃən] wird ein Animationsfilm bezeichnet, der für eine neue Veröffentlichung auf DVD oder VHS im Computer mit speziellen Verfahren auf ein neues Seitenverhältnis überarbeitet wurde.
Dieses lässt sich nur bei Computeranimationsfilmen bewerkstelligen, da das Bild nicht einfach im Seitenverhältnis (aspect ratio) Cropping angewendet wird, sondern komplett neu aufgelöst wird und teilweise Objekte und Charaktere in der Position innerhalb des neuen Seitenverhältnisses verschoben werden.
Ein Beispiel, bei dem das Verfahren angewendet wurde, ist Das große Krabbeln von den Pixar Animation Studios.